# Tauno Käyhkö
Tauno Käyhkö (né le 6 mai 1950 à Rovaniemi) est un sauteur à ski finlandais.
Son principal fait d'armes est une 4e place sur grand tremplin lors des Jeux olympiques de 1972. Il a également décroché deux 5e places aux Championnats du monde de 1970 et de 1978.

## Palmarès

### Jeux Olympiques
| Épreuve / Édition | Sapporo 1972 | Lake Placid 1980 |
| Petit Tremplin    | 18e          | 30e              |
| Grand Tremplin    | 4e           | 26e              |

### Championnats du monde
| Épreuve / Édition | Vysoke Tatry 1970 | Falun 1974 | Lahti 1978 |
| Petit Tremplin    |                   | 6e         |            |
| Grand Tremplin    | 5e                |            | 5e         |

### Coupe du monde
- Meilleur classement final: 55e en 1980.
- Meilleur résultat: 6e.